# Matěj Zahálka
Matej Zahálka, né le 4 décembre 1993, est un coureur cycliste tchèque. Il est membre de l'équipe Elkov-Kasper.

## Biographie
Matej Zahálka pratique le triathlon avec succès durant sa jeunesse avant de passer au cyclisme,.
En 2011, il termine troisième notamment d'une étape de la Course de la Paix juniors (moins de 19 ans). Deux ans plus tard, il intègre l'équipe continentale tchèque Experiment 23 en 2013, lors de sa deuxième année espoirs (moins de 23 ans). Il rejoint ensuite la formation SKC Tufo Prostějov en 2014.
En 2018, il change de nouveau d'équipe en signant chez Elkov-Kasper. Lors de la saison 2021, il se distingue en prenant la troisième place du Circuit des Ardennes international. Il connaît finalement la consécration en 2022 en devenant champion de République tchèque sur route à Mladá Vožice, devant trois de ses coéquipiers,. La même année, il se classe troisième du Mémorial Henryk Łasak.

## Palmarès
- 2018
  - České Pohar
  - Kyjovske Slovako
  - 2e de Velká Bíteš-Brno-Velká Bíteš
- 2019
  - 2e du Tour de Vysočina
- 2020
  - České Pohar
- 2021
  - České Pohar
  - Mémorial Jana Veselého
  - Škodovácké Okruhy
  - 3e du Circuit des Ardennes international
- 2022
  -  Champion de République tchèque sur route
  - 3e du Mémorial Henryk Łasak
- 2023
  - 2e du Circuit des Ardennes international

## Classements mondiaux
| Année                                 | 2016  | 2017  | 2018 | 2019  | 2020  | 2021  | 2022 | 2023  | 2024  |
| ------------------------------------- | ----- | ----- | ---- | ----- | ----- | ----- | ---- | ----- | ----- |
| Classement mondial                    | 2424e | 2324e | 904e | 2122e | 1719e | 1282e | 426e | 1162e | 1540e |
| UCI Europe Tour                       | 1610e | 1526e | 548e | 1384e | 1272e | 923e  | 341e | nc    | nc    |
|                                       |       |       |      |       |       |       |      |       |       |
| Légende : nc = non classéSource : UCI |       |       |      |       |       |       |      |       |       |